# Miloš Jojić
Miloš Jojić (srbskou cyrilicí Милош Јојић; * 19. března 1992, Stara Pazova) je srbský fotbalový záložník a reprezentant, v současné době hráč lotyšského klubu Riga FC, se kterým v roce 2023 vyhrál Lotyšský pohár.

## Klubová kariéra
V profesionálním fotbale debutoval v sezóně 2010/11 v srbském klubu FK Teleoptik, poté hrál v letech 2012–2014 za FK Partizan. V lednu 2014 podepsal 4,5roční kontrakt s německým klubem Borussia Dortmund.
V červenci 2015 přestoupil za 3 miliony eur do 1. FC Köln, kde podepsal čtyřletý kontrakt.

## Reprezentační kariéra
Reprezentoval Srbsko v mládežnické kategorii U21.
Zúčastnil se Mistrovství Evropy hráčů do 21 let 2015 konaného v Praze, Olomouci a Uherském Hradišti.
V A-týmu Srbska debutoval 11. 10. 2013 v přátelském zápase ve městě Novi Sad proti týmu Japonska (výhra 2:0). Při své premiéře vstřelil jeden gól.